# 澳門林則徐紀念館
澳門林則徐紀念館（葡萄牙語：Museu Memorial Lin Zexu de Macau），是位於澳門特別行政區蓮峰廟內用以紀念林則徐的紀念館，該紀念館於1997年11月落成，並由民間組織蓮峰廟慈善值理會籌建和管理。

## 設施
紀念館的展品包括對林則徐在澳門巡視的事跡記述，包括虎門銷煙、澳門昔日風貌等圖片，以及林則徐和朝廷之間的通訊資料。另有《澳門新聞紙》譯稿抄本和鴉片用具，以及各種船隻的模型：清代的中國軍艦、葡萄牙航船和存放鴉片的船等。數量接近200件。紀念館中央擺放真人大小的模型，再現了當時林則徐接見外國官員的情形。

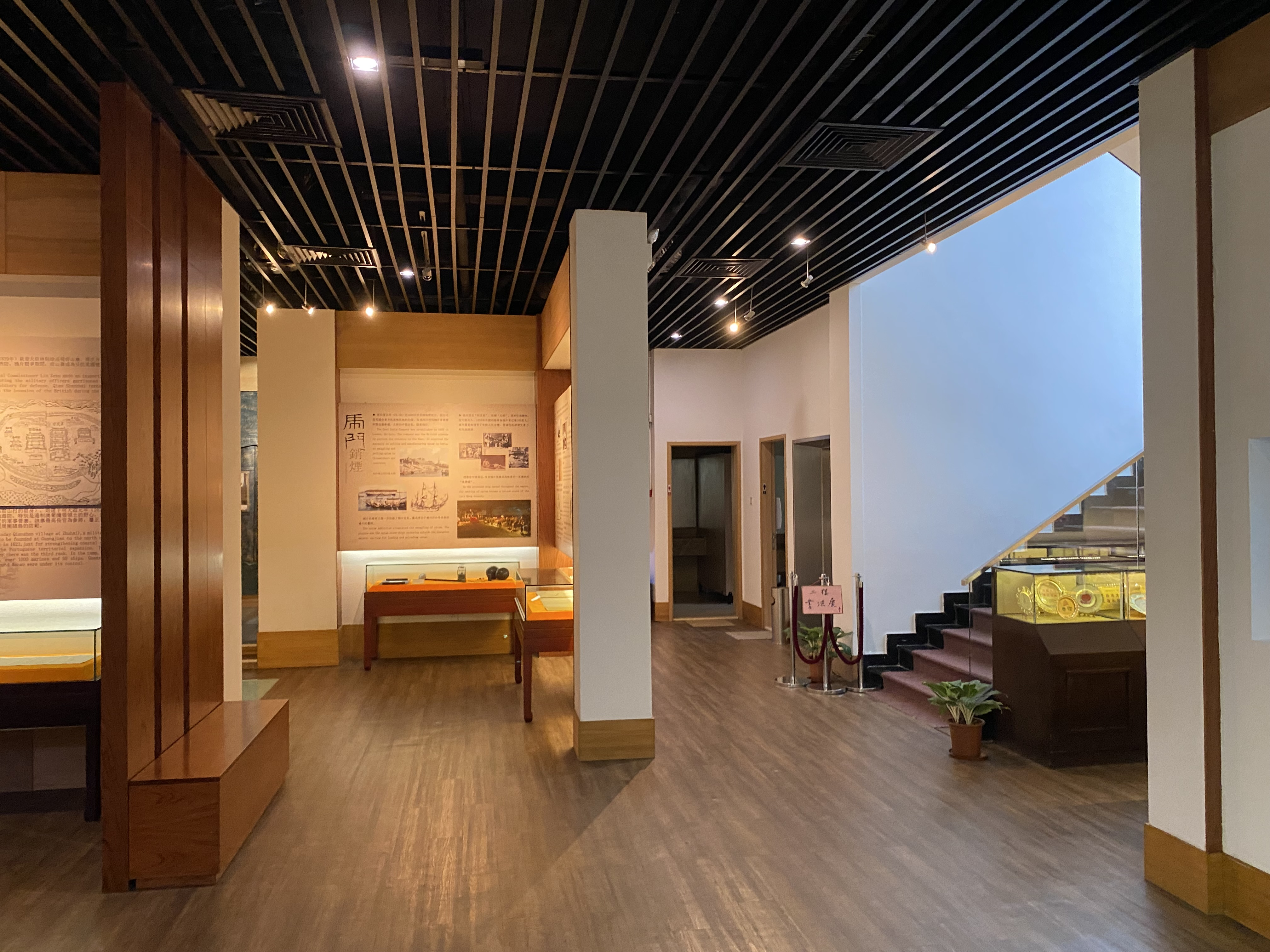
紀念館內貌
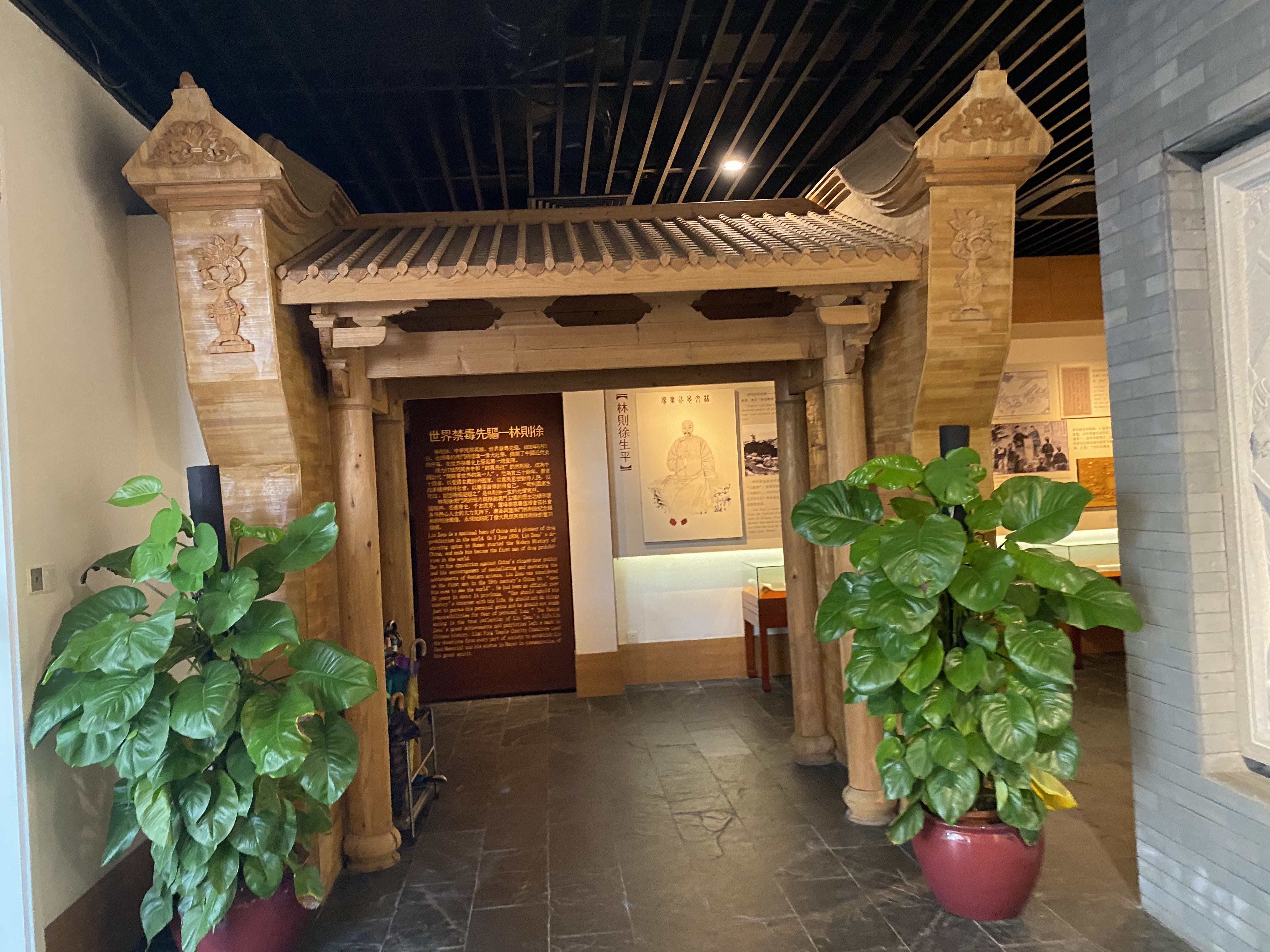
林則徐生平介紹
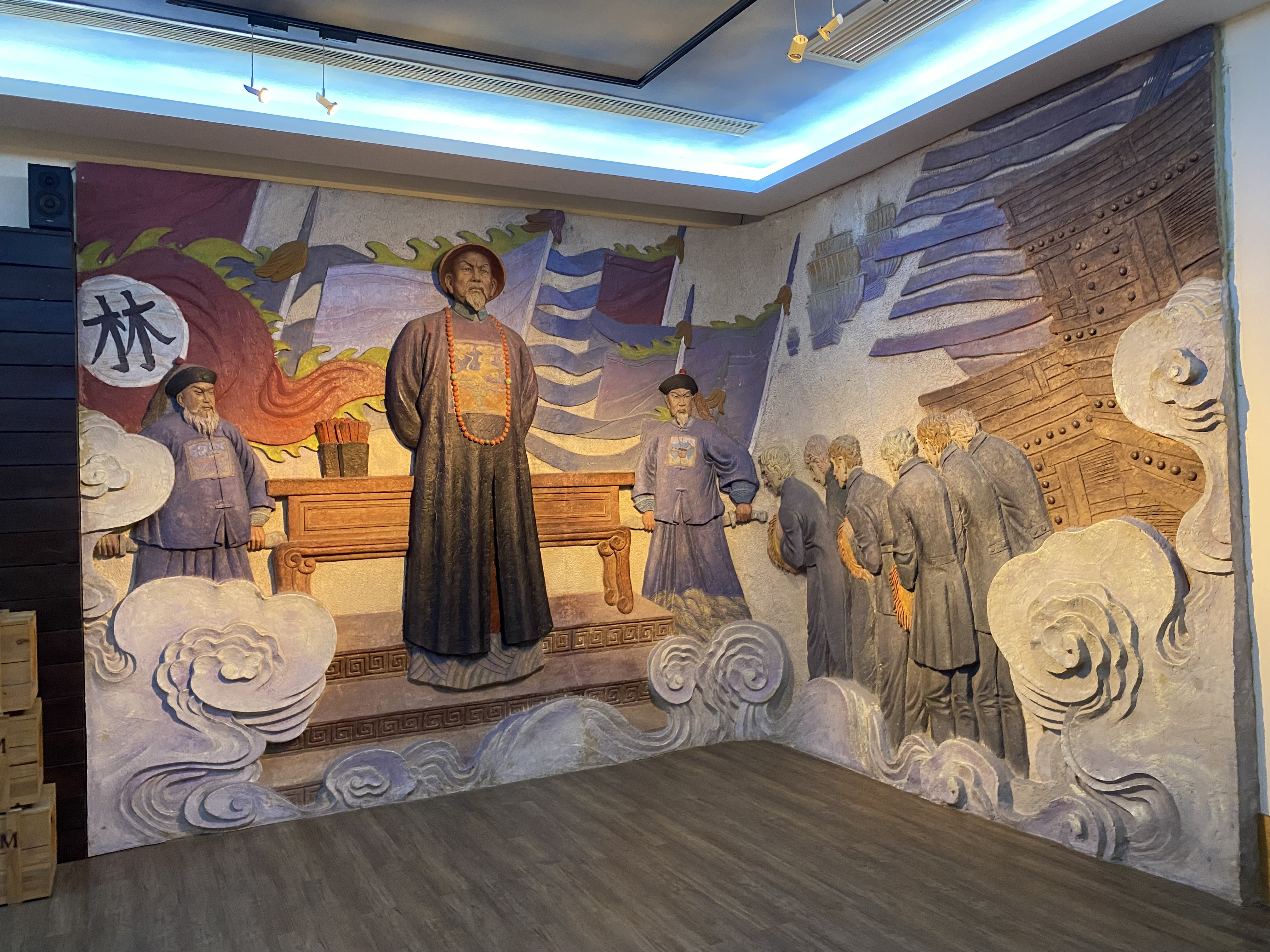
紀念館中央擺放真人大小的壁畫
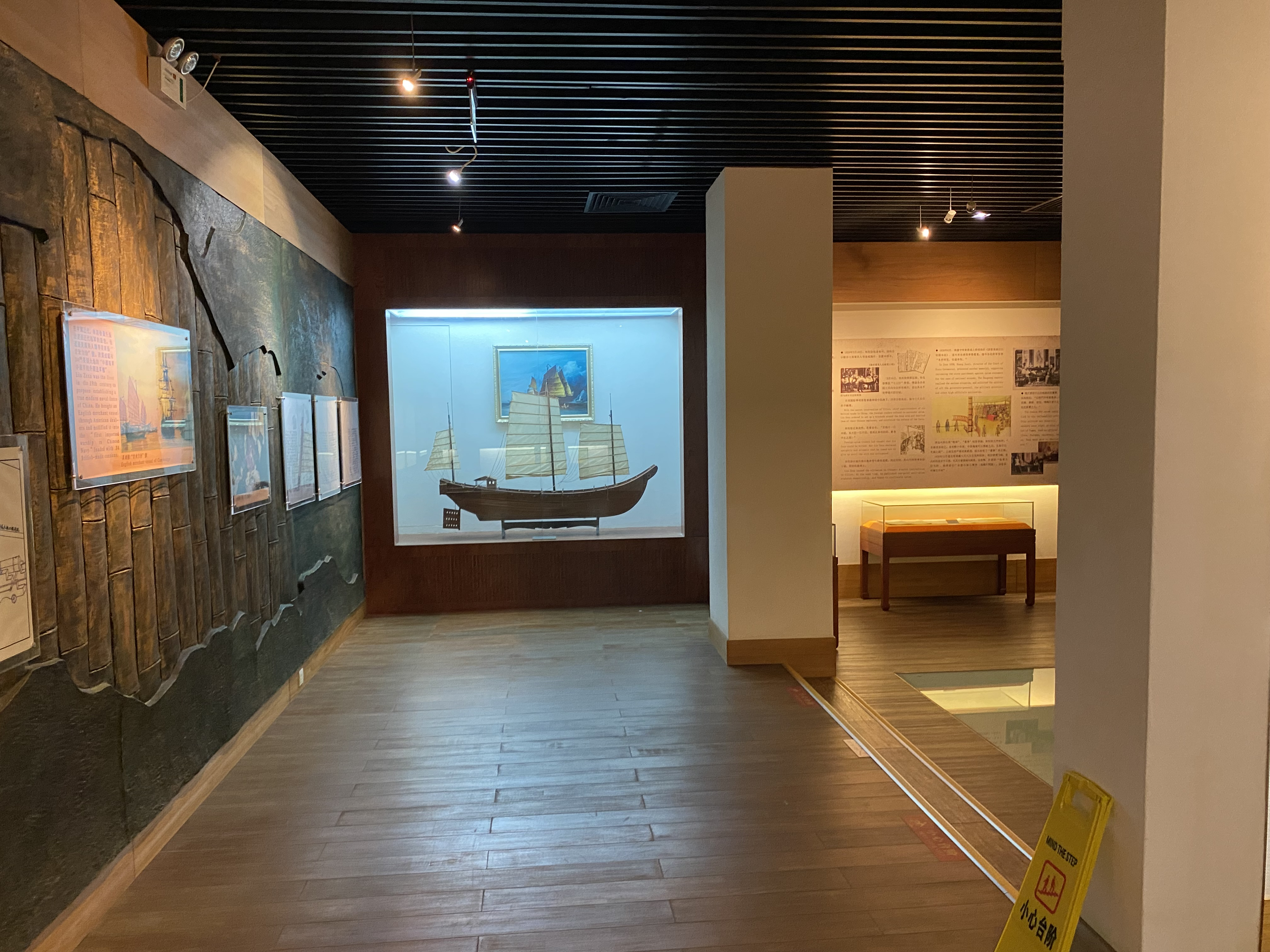
船隻模型

## 歷史
清朝後期，钦差大臣林則徐與兩廣總督鄧廷楨曾巡閱澳門。1839年9月3日在蓮峰廟天后殿前的亭台上接見葡萄牙理事官，并宣佈禁絕鴉片，下令葡萄牙人驅逐英國的鴉片販子，並且銷毀所有的鴉片。即使林則徐在蓮峰廟停留的時間很短暫，其歷史意義卻十分重大。
清朝钦差大臣林則徐曾在此宣佈禁止外國商人販賣鴉片，為紀念此事件，蓮峰廟慈善值理會於1989年在廟宇前树立了由雕塑家唐大禧和林彬所製作的「林则徐雕像」。1994年，與廣州博物館合辦了“民族英雄林則徐巡閱澳門155周年紀念圖片展”。1997年，澳門政府動工興建澳門林则徐纪念馆，以教育後代不要忘記毒品禍害。

## 開放時間
- 開放時間：每日早上九時至下午五時
- 星期一：休館

## 入場費
- 成人：澳門幣五元
- 八歲以下兒童或六十五歲以上長者：澳門幣三元